# Phantom Ship
Phantom Ship est une île du Crater Lake, un lac du comté de Klamath, dans l'Oregon, aux États-Unis. Elle s'élève de 52 mètres dans le sud-sud-est du lac de cratère, lequel est protégé au sein du parc national de Crater Lake.